# 館林町
館林町（たてばやしまち）は、群馬県の南東部、邑楽郡に属していた町である。現在の館林市の館林地区に相当する。古くは立野ヶ原と称し、立林と呼ばれていたところから転じて「館林」となった。秋元氏6万石の旧城下である。

## 地理
- 河川：鶴生田川
- 湖沼：城沼

## 歴史
- 1889年（明治22年）4月1日 - 町村制施行により館林町と谷越村、当郷村、成島村のそれぞれ一部が合併し、館林町が発足（谷越村と成島村の残りの地域は多々良村、当郷村の残りの地域は郷谷村となる）。
- 1954年（昭和29年）4月1日 - 館林町、郷谷村、大島村、赤羽村、六郷村、三野谷村、多々良村、渡瀬村が合併し、館林市となる。発足時の人口は約5万6000人。

## 行政

### 町長
町長は以下の通りである。
- 熊谷直方[2][3]
- 正田文右衛門[2] - 正田醤油社長である。
- 宮杉啓蔵[2]
- 近藤晋次郞[2]

## 経済

### 産業
企業
- 上毛モスリン[2]
- 正田醤油[2]

農業
『大日本篤農家名鑑』によれば、館林町の篤農家は宮杉、千金楽、島田、荒井、神田、片桐、増田、濱野、熊谷、橋田姓の人物がいた。

## 人口
1930年に刊行された『市町村治績録 改訂第2版』によると、戸数3619、人口17413。

## 施設

### 宗教
- 愛宕神社
- 邑楽護国神社
- 尾曳稲荷神社
- 長良神社
- 善導寺（浄土宗）
- 茂林寺（曹洞宗）

### 官衙
- 館林警察署[2]
- 館林郵便局[2]
- 館林税務署[2]
- 前橋区裁判所館林出張所[2]
- 蚕業取締所館林支所[2]
- 穀物検査所支所[2]
- 邑楽郡役所[3]

### 教育

#### 高等学校
- 群馬県立館林女子高等学校

#### 中学校
- 館林町立館林中学校

#### 小学校
- 館林町立北小学校
- 館林町立南小学校
- 館林町立東小学校

## 交通
- 東武伊勢崎線、東武佐野線、東武小泉線
  - 館林駅

## 出身・ゆかりのある人物

### 政治・経済
- 小室良七[5]（実業家、政治家）
- 三代正田文右衛門（米穀商、醤油醸造業）
- 六代正田文右衛門（実業家） - 正田醤油社長。
- 正田貞一郎（実業家） - 日清製粉の創業者。上皇后美智子の祖父。
- 千金楽喜一郎[5]（群馬県多額納税者、金融業、篤農家[4]）
- 南条新六郎[5]（第四十銀行頭取）

### 学術
- 正田建次郎（数学者） - 大阪大学名誉教授。

### 文化
- 小室翠雲（日本画家）
- 田山花袋（作家）
- 藤野天光（彫刻家）
- 藤牧義夫（版画家）
- 荒井閑窓（荒井清三郎[5]、俳人）